# Puksajavri
Puksajavri eller Puksajärvi är en sjö i Finland. Den ligger i kommunen Utsjoki i landskapet Lappland, i den norra delen av landet, 1 100 km norr om huvudstaden Helsingfors. Puksajavri ligger 315,7 meter över havet. Arean är 55,6 hektar och strandlinjen är 5,17 kilometer lång. Sjön  ingår i Tana älvs huvudavrinningsområde.   Omgivningarna runt Puksajavri är i huvudsak ett öppet busklandskap.